# 俞跗
俞跗（?—?），一作俞柎，又作踰跗。上古医家，传说为黄帝时代的良医。
传说俞跗为黄帝时大臣，善医术，是中国医学史上最早的外科手术专家。精于外科，治病不用汤液醴酒（汤药）、石针、按摩，而以割皮解肌、练精易形、洗涤肠胃五脏等法治疗。据《韩诗外传》，俞跗以巫术治病，能起死回生。